# Verchojanské pohoří
Verchojanské pohoří, rusky Верхоянский хребет, je pohoří na východní Sibiři, v Ruské federaci, součást Východosibiřské vysočiny. Nejvyšší horou je Mus-Chaja (2959 m) na jihovýchodě v Suntar-Chajata.

## Charakter pohoří
Pohoří se táhne od Severního ledového oceánu na jih, až zhruba k městu Chandyga, na řece Aldanu. Je dlouhé zhruba 1200 km, prochází celou Jakutskou republikou a vypíná se téměř do výše 3000 metrů nad mořem. Pramení zde mnoho přítoků jak Leny, tak i již zmíněného Aldanu nebo řeky Jany, část pohoří leží v horním povodí Indigirky. Na západní straně se pohoří prudce svažuje do údolí Leny, na východě pak plynule přechází v další horské systémy – pohoří Čerského. Celá oblast těchto hor je jen velmi řídce osídlená, panují tu velmi kruté zimy – ty nejstudenější v celém Rusku; léta jsou také studená. Sníh tu zůstává téměř po celý rok. Na tomto území se nacházejí zásoby uhlí, stříbra, olova a zinku. Pohoří je pojmenováno podle města Verchojansk, který leží na řece Janě.